# Box mensuelle
 (mars 2022).
La box mensuelle est un modèle de vente en ligne par abonnement d'un produit ou assortiment de produits. De telles box existent dans de nombreux domaines, comme la beauté, la mode, la gastronomie ou encore le sport ; et à destination de nombreux publics comme les femmes, les hommes, les enfants, les couples ou encore les grands-parents.

## Origines
Les premières box par abonnement sont apparues en 2010 aux Etats-Unis avec BirchBox, (aujourd'hui devenue Blissim).
Bien qu'apparues en France dès 2010, avec la box de Trois Fois Vin, elles ne se sont réellement développées qu'à partir de 2012.

## Marché français
D'après une étude réalisée en 2016 par le gestionnaire d'abonnement Ziqy, environ 600 000 Français sont alors abonnés à un ou plusieurs systèmes de box mensualisée. Près de 77 % de la clientèle sont des femmes. Une clientèle qui est également plutôt jeune et francilienne : 52 % des abonnés ont entre 25 et 34 ans.
Toujours selon cette étude, le prix moyen d'une box est de 23 € et les clients conservent leur abonnement environ quatre mois.
Les box les plus vendues en France sont BirchBox (200 000 abonnées) et My Little Box (100 000 abonnées) ; mais le marché est très diversifié et certaines box mensuelles ne se vendent qu'à quelques dizaines d'unités.